# Tanums tingslag
Tanums tingslag var mellan 1698 och 1731, 1801 och 1824 samt mellan 1860 och 1904 ett tingslag i Göteborgs och Bohus län i Norrvikens domsaga.I perioden 1731 till 1801 ingick området i Vette och Tanums tingslag och i perioden 1825 till 1859 i Tanums och Bullarens tingslag.  Tingsplatsen var i Tanumshede.
Tingslaget omfattade Tanums härad. 
Tingslaget uppgick 1 januari 1904 i Kville, Tanums och Bullarens tingslag.